# Next Top Model (Hy Lạp mùa 2)
Mùa thứ hai của Next Top Model được dựa theo America's Next Top Model của Tyra Banks. Các giám khảo cho mùa này là Vicky Kaya, Jenny Balatsinou, Christoforos Kotentos và Haris Christopoulos.
Điểm đến quốc tế của mùa này là Paris dành cho top 6 và Istanbul dành cho top 4.
Người chiến thắng trong cuộc thi là Cindy Toli, 17 tuổi từ Athens. Cô giành được:
- 1 hợp đồng người mẫu với MP Management ở Milan
- Lên ảnh bìa tạp chí Madame Figaro
- 1 hợp đồng quảng cáo với BSB Fashion
- 1 hợp đồng quảng cáo với Maybelline New York
- 1 chuyến đi tới New York được tài trợ bởi Maybelline New York
- 1 chiếc Chevrolet Spark

## Các thí sinh
(Tuổi tính từ ngày dự thi)
| Thí sinh                | Tuổi | Chiều cao               | Quê quán      | Bị loại ở | Hạng               |
| ----------------------- | ---- | ----------------------- | ------------- | --------- | ------------------ |
| Maria Markarian         | 21   | 1,74 m (5 ft 8+1⁄2 in)  | Athens        | Tập 1     | 20                 |
| Elektra Tsela           | 22   | 1,72 m (5 ft 7+1⁄2 in)  | Ioannina      | Tập 2     | 19                 |
| Roumpini Agapitou       | 22   | 1,73 m (5 ft 8 in)      | Athens        | Tập 3     | 18                 |
| Agni Panagiotatou       | 18   | 1,72 m (5 ft 7+1⁄2 in)  | Athens        | Tập 4     | 17                 |
| Kelly Vourtsi           | 19   | 1,75 m (5 ft 9 in)      | Serres        | Tập 5     | 16 (dừng cuộc thi) |
| Aliki Karpodini         | 21   | 1,79 m (5 ft 10+1⁄2 in) | Athens        | Tập 5     | 15 (dừng cuộc thi) |
| Marina Klitsa           | 22   | 1,74 m (5 ft 8+1⁄2 in)  | Athens        | Tập 5     | 14                 |
| Laura-Ann Markopoulioti | 18   | 1,76 m (5 ft 9+1⁄2 in)  | Athens        | Tập 6     | 13                 |
| Fenia Dimopoulou        | 21   | 1,70 m (5 ft 7 in)      | Athens        | Tập 7     | 12                 |
| Emily Nicolaidou        | 21   | 1,76 m (5 ft 9+1⁄2 in)  | Nicosia, Síp  | Tập 8     | 11                 |
| Stefania Papagianni     | 22   | 1,67 m (5 ft 5+1⁄2 in)  | Crete         | Tập 9     | 10                 |
| Jian Nan Peng           | 22   | 1,70 m (5 ft 7 in)      | Athens        | Tập 10    | 9                  |
| Eirini Aligizaki        | 19   | 1,80 m (5 ft 11 in)     | Crete         | Tập 12    | 8                  |
| Nancy Papastavrou       | 23   | 1,76 m (5 ft 9+1⁄2 in)  | Thessaloniki  | Tập 13    | 7                  |
| Georgia Antoniou        | 18   | 1,82 m (5 ft 11+1⁄2 in) | Limassol, Síp | Tập 15    | 6                  |
| Jessica Anthi           | 22   | 1,76 m (5 ft 9+1⁄2 in)  | Corfu         | Tập 16    | 5 (dừng cuộc thi)  |
| Ioanna Papagianni       | 18   | 1,73 m (5 ft 8 in)      | Athens        | Tập 18    | 4                  |
| Elena Papadopoulou      | 21   | 1,78 m (5 ft 10 in)     | Thessaloniki  | Tập 18    | 3                  |
| Evangelia Koutalidou    | 20   | 1,80 m (5 ft 11 in)     | Thessaloniki  | Tập 18    | 2                  |
| Cindy Toli              | 17   | 1,74 m (5 ft 8+1⁄2 in)  | Athens        | Tập 18    | 1                  |

## Thứ tự gọi tên
| 1  | Evangelia | Evangelia | Aliki     | Aliki     | Eirini    | Ioanna    | Evangelia | Cindy     | Jessica   | Georgia   | Ioanna    | Cindy     | Cindy           | Ioanna    | Ioanna    | Cindy     |
| 2  | Ioanna    | Elena     | Evangelia | Jian Nan  | Jessica   | Evangelia | Jessica   | Elena     | Evangelia | Jessica   | Nancy     | Georgia   | Jessica         | Cindy     | Cindy     | Evangelia |
| 3  | Marina    | Aliki     | Jessica   | Cindy     | Evangelia | Stefania  | Eirini    | Stefania  | Jian Nan  | Ioanna    | Evangelia | Jessica   | Ioanna          | Evangelia | Elena     | Elena     |
| 4  | Cindy     | Marina    | Laura-Ann | Elena     | Georgia   | Emily     | Cindy     | Evangelia | Ioanna    | Evangelia | Jessica   | Evangelia | Georgia         | Elena     | Evangelia | Ioanna    |
| 5  | Jian Nan  | Jian Nan  | Cindy     | Stefania  | Ioanna    | Nancy     | Emily     | Georgia   | Cindy     | Eirini    | Georgia   | Ioanna    | Elena Evangelia | Jessica   | Jessica   |           |
| 6  | Aliki     | Cindy     | Ioanna    | Evangelia | Cindy     | Cindy     | Stefania  | Nancy     | Eirini    | Elena     | Elena     | Elena     | Elena Evangelia | Georgia   |           |           |
| 7  | Maria     | Jessica   | Jian Nan  | Marina    | Elena     | Jessica   | Georgia   | Jessica   | Nancy     | Nancy     | Cindy     | Nancy     |                 |           |           |           |
| 8  | Fenia     | Roumpini  | Marina    | Jessica   | Jian Nan  | Elena     | Jian Nan  | Eirini    | Georgia   | Cindy     | Eirini    |           |                 |           |           |           |
| 9  | Agni      | Eirini    | Emily     | Emily     | Nancy     | Fenia     | Elena     | Ioanna    | Elena     | Jian Nan  |           |           |                 |           |           |           |
| 10 | Eirini    | Stefania  | Eirini    | Kelly     | Aliki     | Eirini    | Nancy     | Jian Nan  | Stefania  |           |           |           |                 |           |           |           |
| 11 | Nancy     | Ioanna    | Agni      | Georgia   | Stefania  | Georgia   | Ioanna    | Emily     |           |           |           |           |                 |           |           |           |
| 12 | Elena     | Nancy     | Elena     | Eirini    | Fenia     | Jian Nan  | Fenia     |           |           |           |           |           |                 |           |           |           |
| 13 | Emily     | Georgia   | Fenia     | Ioanna    | Laura-Ann | Laura-Ann |           |           |           |           |           |           |                 |           |           |           |
| 14 | Roumpini  | Emily     | Kelly     | Nancy     | Emily     |           |           |           |           |           |           |           |                 |           |           |           |
| 15 | Laura-Ann | Agni      | Stefania  | Laura-Ann | Marina    |           |           |           |           |           |           |           |                 |           |           |           |
| 16 | Elektra   | Fenia     | Georgia   | Fenia     | Kelly     |           |           |           |           |           |           |           |                 |           |           |           |
| 17 | Jessica   | Laura-Ann | Nancy     | Agni      |           |           |           |           |           |           |           |           |                 |           |           |           |
| 18 | Georgia   | Kelly     | Roumpini  |           |           |           |           |           |           |           |           |           |                 |           |           |           |
| 19 | Stefania  | Elektra   |           |           |           |           |           |           |           |           |           |           |                 |           |           |           |
| 20 | Kelly     |           |           |           |           |           |           |           |           |           |           |           |                 |           |           |           |

     Thí sinh bị loại ngoài phòng giám khảo.
     Thí sinh bị loại
     Thí sinh dừng cuộc thi
     Thí sinh không bị loại khi rơi vào cuối bảng
     Thí sinh chiến thắng cuộc thi
- Trong tập 1, Maria bị loại vì có màn thể hiện tồi tệ nhất trong buổi chụp hình.
- Trong tập 5, Aliki dừng cuộc thi khi tên của cô được gọi. Kelly dừng cuộc thi trước khi buổi đánh giá diễn ra.
- Tập 11 là tập ghi lại khoảnh khắc từ đầu cuộc thi.
- Trong tập 16, Jessica dừng cuộc thi sau khi rơi vào cuối bảng với Evangelia. Vicky thông báo rằng cô đã vốn bị loại bất kể quyết định dừng cuộc thi của cô.
- Trong tập 17, không có ai bị loại.

### Buổi chụp hình
- Tập 1: Du khách ở đảo Mykonos (casting); Váy dạ hội trên tầng thượng
- Tập 2: Hỗn loạn cùng xe mui trần theo cặp
- Tập 3: Pin-up với động vật
- Tập 4: Áo tắm ở bãi biển với người mẫu nam
- Tập 5: Khỏa thân với bóng bay bạc
- Tập 6: Ảnh quảng cáo nước hoa với bò sát
- Tập 7: Tạo dáng lại ảnh thời thơ ấu
- Tập 8: Ảnh trắng đen công nhân ở bãi phế liệu
- Tập 9: Hóa thân thành những ngôi sao Hollywood
- Tập 10: Giấc mơ kẹo ngọt
- Tập 12: Cô gái nhạc rock ở Studio 54
- Tập 13: Người phụ nữ thời trang của thập niên 1930
- Tập 14: Tạo dáng bên trong khối hộp
- Tập 15: Thiết kế Haute Couture của Jean Paul Gaultier ở vườn Tuileries
- Tập 16: Tạo dáng trên sàn diễn; Biểu cảm đôi mắt trên bề mặt nước; Dạo bước trên dường phố Athens
- Tập 17: Ảnh trắng đen khóc lóc; Nhảy lên với người mẫu nam; Người ngoài hành tinh thời trang trong rừng
- Tập 18: Nghìn lẻ một đêm; Thời trang trong truyện cổ tích của Annie Leibovitz